# Jeremy Demester
Jeremy Demester, né le 2 juin 1988 à Digne (France), est un artiste franco-béninois d'origine tzigane exerçant entre la France et le Bénin. Son travail porte sur les traditions orales de la culture tzigane, sur les cultes vaudous d'Afrique de l'Ouest, et sur le rôle du corps et de l'intuition dans la peinture. 
Il est représenté par la galerie Max Hetzler (Berlin, Londres, Paris) depuis 2016.

## Biographie
Demester est élevé dans une famille franco-tzigane. Il étudie la peinture à l'École Supérieure d'Art des Rocailles de Biarritz entre 2009 et 2012, puis à l'École Nationale Supérieure des Beaux-Art de Paris entre 2012 et 2014. Diplômé en 2014 avec les félicitations du jury, il reçoit le prix des Amis des Beaux-Arts la même année  et participe à l'exposition collective Les Voyageurs au Palais des Beaux-Arts. 
Marqué par l'oralité et le nomadisme de la communauté tzigane dont il est issu, Demester s'intéresse aux thèmes du voyage du corps et de l'esprit, ainsi qu'au thème de l'identité, dans une grande variété de cultures et de traditions. En 2015, son premier séjour au Bénin à l'occasion d'une résidence à la Fondation Zinsou donne lieu à une série de peintures dansées réalisées collectivement[source insuffisante].
Durant la même période, l'artiste s'est également investi dans des fonctions variées. En 2017, il rend hommage à l'artiste Raymond Hains en tant que commissaire de l'exposition You know nothing Raymond à la galerie Max Hetzler, Berlin. En 2018, dans le cadre de l'exposition Peindre la nuit au Centre Pompidou Metz et de la Nocturne #2 La Nuit sacrée, il est invité à mettre en scène le ballet Courage pour le Centre Chorégraphique National - Ballet de Lorraine.
En 2019, avec son épouse Marie-Sophie Eiché-Demester, il crée l'association Atoké, une Association à but non lucratif qui a pour but de venir en aide aux enfants de l'orphelinat Saint-Dominique situé dans le village d'Azowlissé dans la région de l'Ouémé au Bénin[source insuffisante]. 

## Présentation de l'œuvre
La peinture de Jeremy Demester explore les modalités du processus créatif en rejetant l'individualisme artistique moderne. Ses premières expositions sont créées avec une entité collective que l'artiste surnomme "la Demestria", composée des amis qui l'entourent, des scientifiques qu'il consulte, des enfants avec lesquels il travaille lors d'ateliers ou encore d'artisans avec lesquels il collabore.    
Cette mise en valeur de la communauté est également présente dans des toiles consacrées à l'histoire familiale du peintre. Les titres de ses paysages et de la série des Ciels font référence à des récits intimes auxquels Demester donne une dimension de tradition orale, en accordant notamment de l'importance aux noms tziganes de ses proches. À travers ces toiles, le peintre donne une incarnation formelle à une culture du voyage par définition mouvante, invoquant sa connexion à la nature et aux éléments, ainsi que son ouverture aux cultures les plus lointaines. Demester a ainsi travaillé, par exemple, sur les traditions tziganes, les peintures de guerre amérindiennes, les mutations des mythes gréco-romains, la culture populaire américaine ou encore les rituels vaudous d'Afrique de l'Ouest.   
La culture vaudou et sa dimension protéiforme tient une place particulièrement importante dans son œuvre, en tant qu'elle est un point de rencontre pour des individus aux convictions religieuses et politiques variées au Bénin, mais aussi parce qu'elle a elle-même voyagé, connaissant des mutations telles que le Voodoo haïtien ou le Buriyan brésilien.   
Parallèlement à ses recherches sur la nature et les éléments, le peintre développe une réflexion sur les propriétés physico-chimique de la matière et des couleurs. Considérant le tableau comme une entité vivante, il expérimente avec des pigments secs et des huiles naturelles, mais aussi avec des peintures industrielles. Sa série des Vins d'Anjou, peinte sur panneaux d'aluminium, tente de reproduire les teintes changeantes du sang lorsqu'il est encore dans nos veines, avant que le contact avec l'air et l'oxydation lui donnent sa couleur rouge. L'inscription de cette couleur dans la matière permet au peintre de rester à la frontière entre la figuration et l'abstraction, une position qui libère l'artiste et qui lui permet de proposer de nouveaux chemins pour l'histoire de la peinture.   
Dans ses dernières séries, Demester cherche à approfondir la relation entre instinct et protocole qui se joue au moment de créer une œuvre d'art. Ses tableaux sont peints sans modèle, depuis un espace mental que l'artiste surnomme "le temple" ; les formes y surgissent grâce à une tension entre le tumulte du monde sensuel et l'ordre du monde des idées, qu'il appelle respectivement "la monstra" et "l'astra". Pour mener à bien sa recherche, l'artiste cherche à délivrer son œuvre, qui doit être un point de contact entre des forces cognitives antagonistes, du dilemme entre savoir et sagesse.   

## Prix et distinctions
- Prix des partenaires du Musée d'art moderne et contemporain de Saint-Étienne Métropole, 2016[16]

## Collections publiques
- Fondation Zinsou, Ouidah, Bénin
- Musée d'Art moderne d'Istanbul, Istanbul, Turquie
- Rennie Museum, Vancouver, Canada
- Musée d'Art Moderne et Contemporain de Saint-Étienne Métropole, Saint-Étienne, France